# Бинг, Джордж, 7-й виконт Торрингтон
Джордж Бинг, 7-й виконт Торрингтон (англ. George Byng, 6th Viscount Torrington; 9 сентября 1812 — 27 апреля 1884) — британский колониальный администратор и придворный.

## Происхождение и образование
Родился 9 сентября 1812 года. Старший сын вице-адмирала Джорджа Бинга, 6-го виконта Торрингтона (1768—1831), и его второй жены Фрэнсис Гарриет Барлоу (? — 1868), дочери адмирала сэра Роберта Барлоу. Он получил образование в Итонском колледже.

## Карьера
18 июня 1831 года после смерти своего отца 18-летний Джордж Бинг унаследовал титулы 7-го виконта Торрингтона в графстве Девон, 7-го барона Бинга из Саутхилла в графстве Бедфордшир и 7-го баронета Бинга из Ротема в графстве Кент.
В 1847 году он был назначен губернатором Цейлона и занимал этот пост до 1850 года . Там он прославился своим жестким подавлением гражданского восстания 1848 года. Позднее он служил постоянным лордом в ожидании принца-консорта Альберта с 1853 по 1859 год и королевы Виктории с 1859 по 1884 год.
В 1850-х годах Джордж Бинг служил подполковником в ополчении легкой пехоты Западного Кента (позднее 3-й и 4-й батальоны, Королевский полк) и был назначен почетным полковником полка в 1869 году .
Джордж Бинг был компаньоном Андалусии Мосуорт после того, как она овдовела. Когда она умерла, она оставила свое состояние племяннику и наследнику Бинга, поскольку она была отчуждена от семьи своего бывшего мужа.

## Личная жизнь
19 марта 1833 года он женился на Мэри Энн Эстли (ок. 1805 — 26 января 1885), единственной дочери сэра Джона Эстли, 1-го баронета, и Сары Пейдж. Их единственная дочь, Достопочтенная Фрэнсис Элизабет Бинг (? — 2 сентября 1853).
Виконт Торрингтон скончался 27 апреля 1884 года в возрасте 71 года и был похоронен на кладбище церкви Св. Лаврентия в Мереворте, графство Кент. Его преемником на посту виконта стал его племянник Джордж Бинг, 8-й виконт Торрингтон.